# 約翰·米卡
約翰·米卡（John Mica；1943年1月27日—），是美國的一位政治人物。

## 生平
自1993年開始，他是佛羅里達州第7選舉區選出的美國眾議院議員。他的黨籍是共和黨。米卡曾經擔任美國眾議院交通與基礎設施委員會的主席。